# Severus-dinasztia
A Severus-ház a punokkal rokonságban állt. Négy uralkodót adott a Római Birodalomnak, ebből hármat meggyilkoltak, kettő pedig tizennyolc éves kora előtt lett császár. A négy Serverus dinasztiabeli Római császár: Septimius Severus, Caracalla, Heliogabalus és Severus Alexander.

## Septimius Severus
(Bővebben:Septimius Severus)
Az utolsó nagy császárok egyike, számos reformot hajtott végre, amelyek késleltették a birodalom megállíthatatlan hanyatlását. A pannoniai Gorsiumból került a császári trónra, városát pedig 202-ben immár uralkodóként nagy külsőségek közepette meglátogatta, ennek emlékét ma is őrzik a város romjait bemutató szabadtéri múzeumban. Első intézkedései Pertinax császár gyilkosainak megbüntetésére és a császári testőrség átszervezésére irányultak. Septimius Severus afrikai lovagrendi családból származott, Marcus Aurelius alatt lett szenátor. Személyében tehát nem római, hanem a provinciális lakosság felszínesen romanizált rétegéből való ember került a trónra. Hadseregében az illír és a thrák elem dominált. Érthető bizalmatlansággal fogadta tehát a római arisztokrácia az ő uralomra kerülését. Erős kézzel látott neki a megrendült császári hatalom megerősítésének. Ez elsősorban a hadsereg megszilárdítását jelentette. A légiók száma harmincról harmincháromra nőtt, zsoldjukat többször is felemelte. A katonáknak megengedte szolgálati idejük alatt a nősülést is, s megnyitotta előttük a lovagrendbe való felemelkedés lehetőségét. Septimius Severus ezzel elérte, hogy a hadsereg haláláig hűséges volt hozzá. Ugyanakkor azonban meglazult a fegyelem, a haderő katonai értéke csökkent, a katonaság a társadalom többi részétől elkülönült, zárt, kiváltságos renddé vált és a saját érdekeit egyre követelőzőbb módszerekkel képviselte. 198-ban a második keleti, pártusok ellen irányuló hadjáratában Seleucia és Ktésziphón városok elfoglalásával Mesopotamia tartomány a Római Birodalom részévé vált.

## Caracalla
(Bővebben: Caracalla)
Eszményképe Nagy Sándor volt, háborúi azonban, amelyek érdeklődésének egyetlen tárgyát képezték, egyszerű rablóhadjáratok voltak. Rómában csak rövid időközönként fordult meg, s mindannyiszor másokat zsarolt és vagyonukat elkobozta, hogy a hadsereg követeléseit kielégítse. Azon nagy fontosságú intézkedése, hogy 212-ben a birodalom összes szabad születésű lakosának polgárjogot adományozott (Constitutio Antoniniana), szintén csak újabb pénzforrást volt hivatva számára nyitni, amennyiben ezentúl a tartománybeliek az addig viselt terheken felül még a polgárok adóit is tartoztak fizetni (melyeket 5%-ról 10%-ra emelt). Az ő nevéhez fűződik az antoninianus pénz bevezetése Kr. u. 215-ben. Egyébként egész uralkodása alatt egyebet sem tett, minthogy hadserege élén a provinciákat járta. Előbb a Rajna és Duna mentén a germánokkal és alemannokkal harcolt, eredménytelenül. Ezután Kis-Ázsiába ment át, hol Nikomédiában és Antiochiában huzamosabb ideig tartózkodott. 215-ben Egyiptomban járt. Alexandriában a lakosok csipkedései annyira dühbe hozták, hogy iszonyú vérengzést vitetett véghez. 216-ban visszatérve Ázsiába, színlelt házassági ajánlatával benyomult a pártusok birodalmába. IV. Ardaván pártus király lányának kezét kérte meg, ezzel az árulással sikerült átmenetileg győznie és a gyors visszavonulás közben fosztogatnia. E győzelem után a Parthicus nevet is felvette.

## Heliogabalus
(Bővebben: Heliogabalus)
Trónra emelése után Szíriából Bithünia provinciába utazott, és a telet kíséretével Nikomédia városában töltötte. A helyi lakosok között a császár keleties vallási szertartásai (napkultusza) félelmet keltettek, tüntetések és zavargások törtek ki, melyekben megölték hadvezérét, az eunuch Gammyst. A császári család ezután Róma felé utazott; a várost 218 őszén érték el. A városba érkezés után a szíriai kíséret sok tagja számos szenátor szerint elfogadhatatlanul magas pozícióba került. A korábbi légióparancsnok Comazon és a fiatalkorú császár nagyanyja Julia Maesa közösen irányította gyakorlatilag a teljes birodalmat, ami nehézségekkel járt, mert a császár egyre jobban igyekezett függetlenné válni. Tanácsadóit aggasztotta, hogy személyes, vallási és állami ügyekben, valamint szexuális hajlamának kielégítésében is egyre nagyobb önállóságra törekedett. A rómaiak számára nem volt szokatlan a homoszexualitás, de Heliogabalus nyílt viselkedése, hivalkodó magatartása és túlzásai visszatetszést keltettek. A máskülönben nem túl hiteles történeti forrásnak tartott Historia Augusta történészek által is elfogadott részei bőséges leírásokban ecsetelik a kicsapongásokat.

## Severus Alexander
(Bővebben: Severus Alexander)
Elagabal (latinosított görög nevén Heliogabalus) meggyilkolása után fogadott fiát és egyben unokatestvérét Alexianust, aki felvette a Marcus Aurelius Severus Alexander nevet, a római szenátus megerősítette császári méltóságában, így ő lett a második legfiatalabb, aki valaha is a trónon ült (csak Elagabal után). A fiatal császár azonban soha nem kapott valódi hatalmat, mivel a kormány szilárdan anyja Iulia Avita és nagyanyja Iulia Maesa kezében maradt – utóbbi 224-ben meghalt. Az átmenet megkönnyítése és Elagabal emlékének törlése, valamint Róma polgárai bizalmának visszaszerzése érdekében a napkultuszt száműzték, és a régi isteneket helyreállították. Alexander édesanyja tipikus római fiúként akarta feltüntetni a fiatal császárt, akinek semmi köze nincs a "szír istenhez". Ezért az El-Gabal-kultusz szimbóluma, a Palatinus-dombon álló nagy fekete kő visszakerült Emeszába. Az Elagaballumot, az Elagabal tiszteletére épített templomot a Bosszúálló (Ultor) Jupiter templomának nevezték át. Végül, hogy megnyugtassák a régi arisztokrácia sok tagját, akik sokkal rátermettebbek és tapasztaltabbak voltak a közszférában, mint az Elagabal alatt kinevezett "szíriai csatlósok", visszahelyezték korábbi pozíciójukba. Ezek a változások lehetővé tették a kormány számára, hogy konzervatívabb mentalitáshoz térjen vissza. Bár Alexander hatalma korlátozott volt, volt egy személy, akinek a védelmében fellépett: Cassius Dio görög történetíró, szenátor és Felső-Pannónia helytartója, akit másodszor neveztek ki consulnak.

## Családfa
|                         |                         |                         |                         |                         |                         |  |  |                           |                           |                           |                           | Julius Bassianus          |                           |  |  |             |             |             |             |             |             |  |  |                           |                           |                           |                           |                           |                           |  |  |  |  |  |  |  |  |  |  |  |  |  |  |  |  |  |  |  |  |  |  |  |  |
|                         |                         |                         |                         |                         |                         |  |  |                           |                           |                           |                           |                           |                           |  |  |             |             |             |             |             |             |  |  |                           |                           |                           |                           |                           |                           |  |  |  |  |  |  |  |  |  |  |  |  |  |  |  |  |  |  |  |  |  |  |  |  |
|                         |                         |                         |                         |                         |                         |  |  |                           |                           |                           |                           |                           |                           |  |  |             |             |             |             |             |             |  |  |                           |                           |                           |                           |                           |                           |  |  |  |  |  |  |  |  |  |  |  |  |  |  |  |  |  |  |  |  |  |  |  |  |
| Julius Avitus Alexianus | Julius Avitus Alexianus | Julius Avitus Alexianus | Julius Avitus Alexianus | Julius Avitus Alexianus | Julius Avitus Alexianus |  |  | Julia Maesa               | Julia Maesa               | Julia Maesa               | Julia Maesa               | Julia Maesa               | Julia Maesa               |  |  | Julia Domna | Julia Domna | Julia Domna | Julia Domna | Julia Domna | Julia Domna |  |  | Septimius Severus 193–211 | Septimius Severus 193–211 | Septimius Severus 193–211 | Septimius Severus 193–211 | Septimius Severus 193–211 | Septimius Severus 193–211 |  |  |  |  |  |  |  |  |  |  |  |  |  |  |  |  |  |  |  |  |  |  |  |  |
| Julius Avitus Alexianus | Julius Avitus Alexianus | Julius Avitus Alexianus | Julius Avitus Alexianus | Julius Avitus Alexianus | Julius Avitus Alexianus |  |  | Julia Maesa               | Julia Maesa               | Julia Maesa               | Julia Maesa               | Julia Maesa               | Julia Maesa               |  |  | Julia Domna | Julia Domna | Julia Domna | Julia Domna | Julia Domna | Julia Domna |  |  | Septimius Severus 193–211 | Septimius Severus 193–211 | Septimius Severus 193–211 | Septimius Severus 193–211 | Septimius Severus 193–211 | Septimius Severus 193–211 |  |  |  |  |  |  |  |  |  |  |  |  |  |  |  |  |  |  |  |  |  |  |  |  |
|                         |                         |                         |                         |                         |                         |  |  |                           |                           |                           |                           |                           |                           |  |  |             |             |             |             |             |             |  |  |                           |                           |                           |                           |                           |                           |  |  |  |  |  |  |  |  |  |  |  |  |  |  |  |  |  |  |  |  |  |  |  |  |
|                         |                         |                         |                         |                         |                         |  |  |                           |                           |                           |                           |                           |                           |  |  |             |             |             |             |             |             |  |  |                           |                           |                           |                           |                           |                           |  |  |  |  |  |  |  |  |  |  |  |  |  |  |  |  |  |  |  |  |  |  |  |  |
| Julia Soaemias          | Julia Soaemias          | Julia Soaemias          | Julia Soaemias          | Julia Soaemias          | Julia Soaemias          |  |  | Julia Mamaea              | Julia Mamaea              | Julia Mamaea              | Julia Mamaea              | Julia Mamaea              | Julia Mamaea              |  |  | Geta 211    | Geta 211    | Geta 211    | Geta 211    | Geta 211    | Geta 211    |  |  | Caracalla 211–217         | Caracalla 211–217         | Caracalla 211–217         | Caracalla 211–217         | Caracalla 211–217         | Caracalla 211–217         |  |  |  |  |  |  |  |  |  |  |  |  |  |  |  |  |  |  |  |  |  |  |  |  |
| Julia Soaemias          | Julia Soaemias          | Julia Soaemias          | Julia Soaemias          | Julia Soaemias          | Julia Soaemias          |  |  | Julia Mamaea              | Julia Mamaea              | Julia Mamaea              | Julia Mamaea              | Julia Mamaea              | Julia Mamaea              |  |  | Geta 211    | Geta 211    | Geta 211    | Geta 211    | Geta 211    | Geta 211    |  |  | Caracalla 211–217         | Caracalla 211–217         | Caracalla 211–217         | Caracalla 211–217         | Caracalla 211–217         | Caracalla 211–217         |  |  |  |  |  |  |  |  |  |  |  |  |  |  |  |  |  |  |  |  |  |  |  |  |
| Heliogabalus 218–222    | Heliogabalus 218–222    | Heliogabalus 218–222    | Heliogabalus 218–222    | Heliogabalus 218–222    | Heliogabalus 218–222    |  |  | Severus Alexander 222–235 | Severus Alexander 222–235 | Severus Alexander 222–235 | Severus Alexander 222–235 | Severus Alexander 222–235 | Severus Alexander 222–235 |  |  |             |             |             |             |             |             |  |  |                           |                           |                           |                           |                           |                           |  |  |  |  |  |  |  |  |  |  |  |  |  |  |  |  |  |  |  |  |  |  |  |  |